# Teresa Kokot
Teresa Barbara Kokot – polska reumatolog, dr hab. nauk medycznych, profesor Wydziału Nauk o Zdrowiu i Kulturze Fizycznej Państwowej Akademii Nauk Stosowanych w Nysie i Katedry i Oddziału Klinicznego Chorób Wewnętrznych Wydziału Zdrowia Publicznego w Bytomiu Śląskiego Uniwersytetu Medycznego w Katowicach.

## Życiorys
W 1991 obroniła pracę doktorską Próby wykorzystania własnego programu pobierającego dane z zakresu ogólnego wywiadu lekarskiego poprzez dialog komputera z chorym, 22 marca 2007 habilitowała się na podstawie pracy zatytułowanej Ocena zmienności wydzielania czynnika martwicy nowotworu (TNFα) i jego receptorów w raku jelita grubego. 20 stycznia 2021 uzyskała tytuł profesora nauk medycznych i nauk o zdrowiu. Była adiunktem w Katedrze i Oddziale Klinicznym Chorób Wewnętrznych na Wydziale Zdrowia Publicznego Śląskiego Uniwersytetu Medycznego w Katowicach. 
Została zatrudniona na stanowisku profesora nadzwyczajnego w Katedrze i Oddziale Klinicznym Chorób Wewnętrznych na Wydziale Zdrowia Publicznego Śląskiej Akademii Medycznej w Katowicach, oraz w Instytucie Kosmetologii Państwowej Wyższej Szkole Zawodowej w Nysie.
Jest profesorem w Katedrze i Oddziale Klinicznym Chorób Wewnętrznych na Wydziale Zdrowia Publicznego w Bytomiu Śląskiego Uniwersytetu Medycznego w Katowicach i na Wydziale Nauk o Zdrowiu i Kulturze Fizycznej Państwowej Akademii Nauk Stosowanych w Nysie.